# Шёнбехлер, Эрих
Эрих Шёнбехлер (нем. Erich Schönbächler; 6 сентября 1935, Айнзидельн, Швиц — 6 августа 2022) — швейцарский биатлонист, участник зимних Олимпийских игр 1964 года.

## Карьера и биография
Первым крупным международным соревнованием для Эриха стали Олимпийские игры 1964 года в австрийском Инсбруке. Биатлон на них был представлен только одной гонкой — индивидуальной, в которой Эрих занял 46-е место из 49-ти финишировавших участников. Он показал 35-е время прохождения дистанции и допустил 12 промахов на огневых рубежах.
На чемпионатах мира швейцарец дебютировал в 1965 году. В индивидуальной гонке он занял 40-е место. Всего за свою карьеру участвовал в четырёх чемпионатах. Лучший результат — 33-е место на чемпионате мира 1967 года в немецком Альтенберге.

### Участие в Чемпионатах мира
| Год  | Место проведения       | Инд | Эст |
| 1965 | ЧМ Эльверум            | 40  | х   |
| 1966 | ЧМ Гармиш-Партенкирхен | 46  | 9   |
| 1967 | ЧМ Альтенберг          | 33  | —   |
| 1969 | ЧМ Закопане            | 56  | —   |

### Участие в Олимпийских играх
| Год  | Место проведения | Инд |
| 1964 | Иннсбрук         | 46  |